# Pascal Razakanantenaina
Pascal Razakanantenaina (ur. 19 kwietnia 1987 w Mahajandze) – madagaskarski piłkarz występujący na pozycji środkowego obrońcy. Zawodnik klubu JS Saint-Pierroise.

## Kariera klubowa
Razakanantenaina karierę rozpoczynał w 2007 roku w seszelskim St Michel United FC. Spędził tam cztery sezony. W tym czasie zdobył z zespołem dwa mistrzostwa Seszeli (2007, 2008), cztery Puchary Seszeli (2006, 2007, 2008, 2009) oraz dwa Puchary Ligi Seszelskiej (2008, 2009). Na początku 2010 roku wyjechał do Francji, by grać w tamtejszym CS Avion z CFA 2 (V liga). W tym samym roku awansował z nim do CFA. Przez 1,5 roku w barwach Avion rozegrał 27 spotkań i zdobył 2 bramki.
W 2011 roku Razakanantenaina odszedł do Calais RUFC z CFA 2. W latach 2014–2018 grał w Arras Football, a w 2018 przeszedł do JS Saint-Pierroise.

## Kariera reprezentacyjna
W reprezentacji Madagaskaru Razakanantenaina zadebiutował 24 kwietnia 2003 roku w przegranym 1:3 towarzyskim meczu z Algierią. W 2019 roku był w kadrze na Puchar Narodów Afryki 2019. Od 2003 do 2021 rozegrał w kadrze narodowej 38 meczów i strzelił 2 gole.